# フィリピン国立博物館
フィリピン国立博物館（The National Museum of the Philippines; フィリピン語: Pambansang Museo ng Pilipinas) は、フィリピンにある数多くの国立博物館を統括する国の機関で、民族学、人類学、考古学、そして視覚芸術のコレクションを含む。1973年から2021年まで、国立博物館はフィリピン政府の規制・執行機関として、国中の重要文化財、遺跡、保護区の修復と保全に携わってきた。以降、その任務は国家文化芸術委員会に引き継がれている。
国立博物館はフィリピン国立美術館、フィリピン国立人類学博物館、そしてフィリピン国立自然史博物館を運営しており、それらは全てマニラの国立博物館コンプレックスにある。また国中にある分館も運営している。
国立博物館はまた、国中の地域博物館も創設、運営しており、それには北東ミンダナオ国立博物館（ブトゥアン）、中央ヴィサヤ国立博物館（セブ）、西部ヴィサヤ国立博物館（イロイロ）、南西ミンダナオ国立博物館（サンボアンガ）、そしてイロコス国立博物館（ビガン）がある。

## 歴史

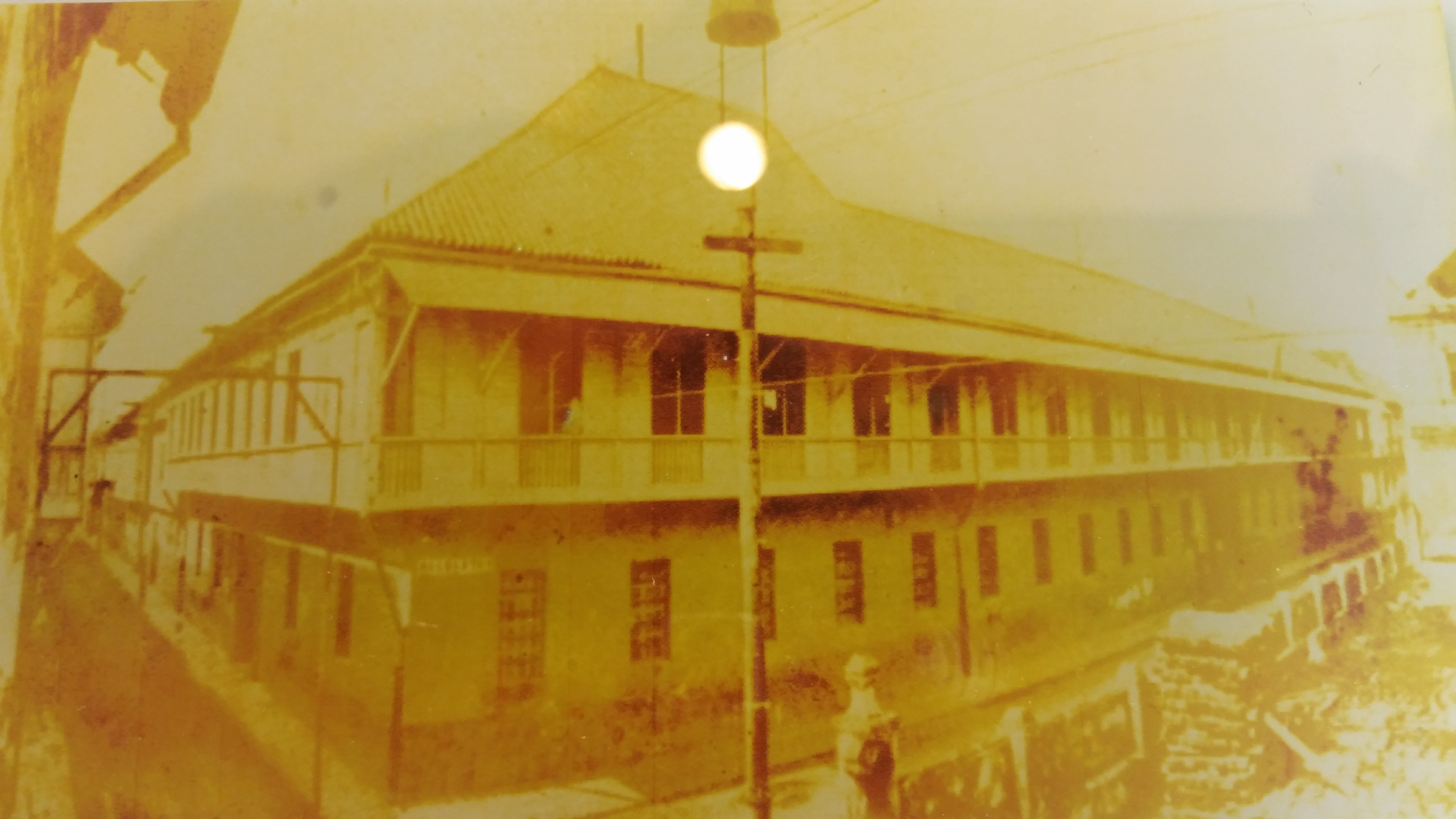
フィリピン博物館図書館がはいっていたマニラ造幣局

### スペイン統治時代
現在のフィリピン国立博物館の前身は、フィリピン博物館図書館として、1887年8月12日にスペイン植民地政府の勅命により設立された。最初の博物館図書館は、1891年10月24日、カビルド通りに沿ったマニラ造幣局の場所に開館した。後にキアポ地区グナオ通りの建物に移転し、1900年に米国が占領を始めた頃に廃止された。

### 米国統治時代

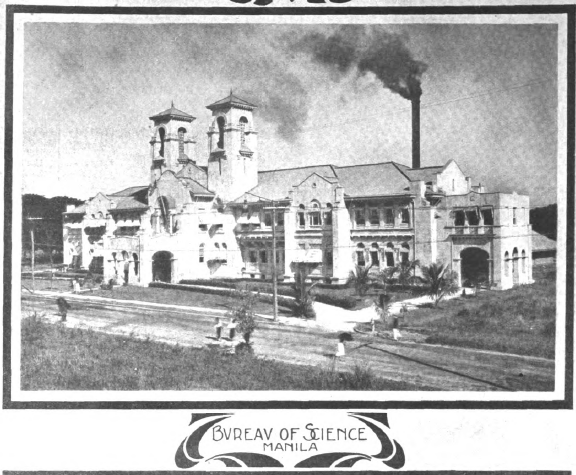
科学局の建物

米国の監督下にあったフィリピン委員会は、1901年10月29日、法律第284号により、フィリピン教育省の下に、博物館図書館を継承した民族学、自然史、商業の島嶼博物館を設立した。島嶼博物館は非キリスト教部族局を補完するもので、後にこの局は民族学調査局と改称された。1904年のセントルイス万国博覧会の後、島嶼博物館はフィリピン博物館と改称された。民族学調査局は独立した局としては廃止され、1905年に教育局の下の民族学部門となった。そして1906年には科学局に移った。
1916年、フィリピン博物館の組織は再整備された。法律第2572号により、民族学局とフィリピン博物館美術部門を合体したフィリピン図書館博物館が設立された。フィリピン博物館自然史部門は科学局に残った。
1928年12月7日、法律第3477号により、国立フィリピン諸島博物館が設立され、農業自然資源省に置かれた。それは1933年に法律第4007号により廃止された。美術部門がフィリピン図書館博物館（現・フィリピン国立図書館）に置かれ、民族学部門が科学局に置かれた。民族学部門と自然史部門が合併して国立博物館部局が創設された。国立博物館部局は自然史博物館部局と改称し、1939年に連邦法第453号により、上部機関として農商務長官室が当てられた。この部局は後に国立図書館の美術部門と合併し、行政長官室の元に国立博物館となった。

### 第二次世界大戦期
第二次世界大戦中の日本によるフィリピン占領期に、自然史博物館部局と国立図書館美術部門はそれぞれ元の単一の組織にもどされたが、1945年のマニラ解放時に博物館は多くのコレクションを失い、旧立法府と科学省の建物が破壊された。部局の合併により作られた組織は国立博物館と名付けられ、行政長官室の元に置かれた。

### 現代

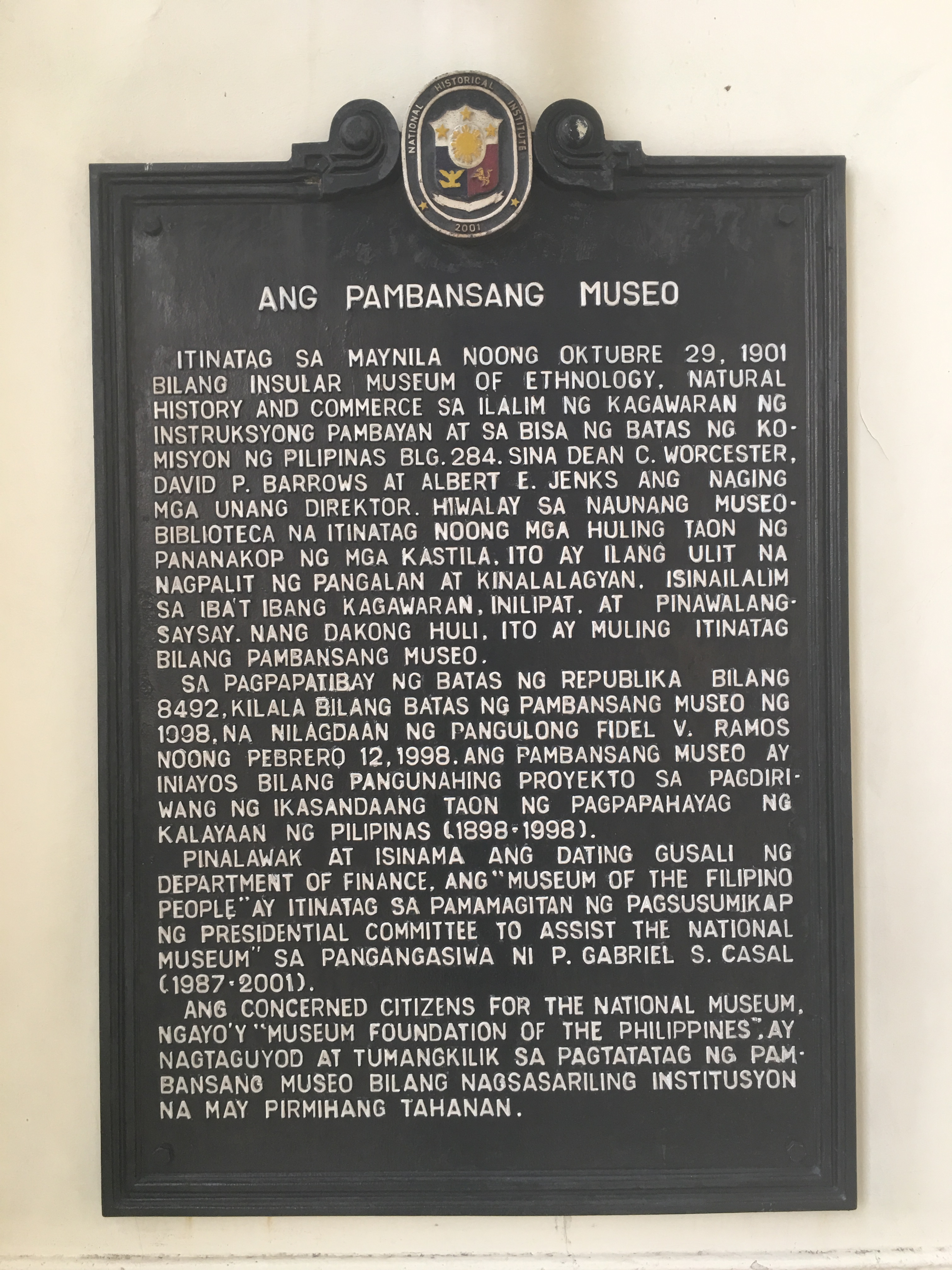
フィリピン国立博物館の歴史的標識

文化の発展における博物館の役割が、国の発展のための政府の願望に貢献すると認識された。1966年、フェルディナンド・マルコス大統領は共和国法第4846号、文化財保護法に署名した。1991年9月12日、コラソン・アキノ大統領は、10月を「博物館美術館月間」とする声明第798号に署名し、国立博物館が主導する祝典が行われ、それは芸術文化や歴史や宗教遺産を表現するフィリピンの豊かな文化と自然を、国民が認識し誇りとする意識を高めるのが目的だった。2013年、ベニグノ・アキノ3世はフィリピン国立自然史博物館の建設を発表し、それは2018年に開館した。アキノ大統領はまたいくつかの宗教博物館の建設と開発も支援したが、それにはバタネス州、ビガン、マリンドゥケ州、ボホール州、そしてイロイロ州が含まれ、セブ州、ボホール州、東サマル州における自然災害で損傷した教会の再建も含む国立博物館の文化財保存プロジェクトの支援も行われた。 
2013年から2015年まで、アキノ政権との協力により、国立博物館の管理する博物館の入館料を無料としたが、これは2016年に恒久化された。2019年、ロドリゴ・ドゥテルテ大統領は、共和国法第11333号により、組織の名称を国立博物館からフィリピン国立博物館に改称した。
2025年、博物館は開館日を週7日間に広げたが、それまでは月曜日は休館だった。

## 博物館

### 中央博物館

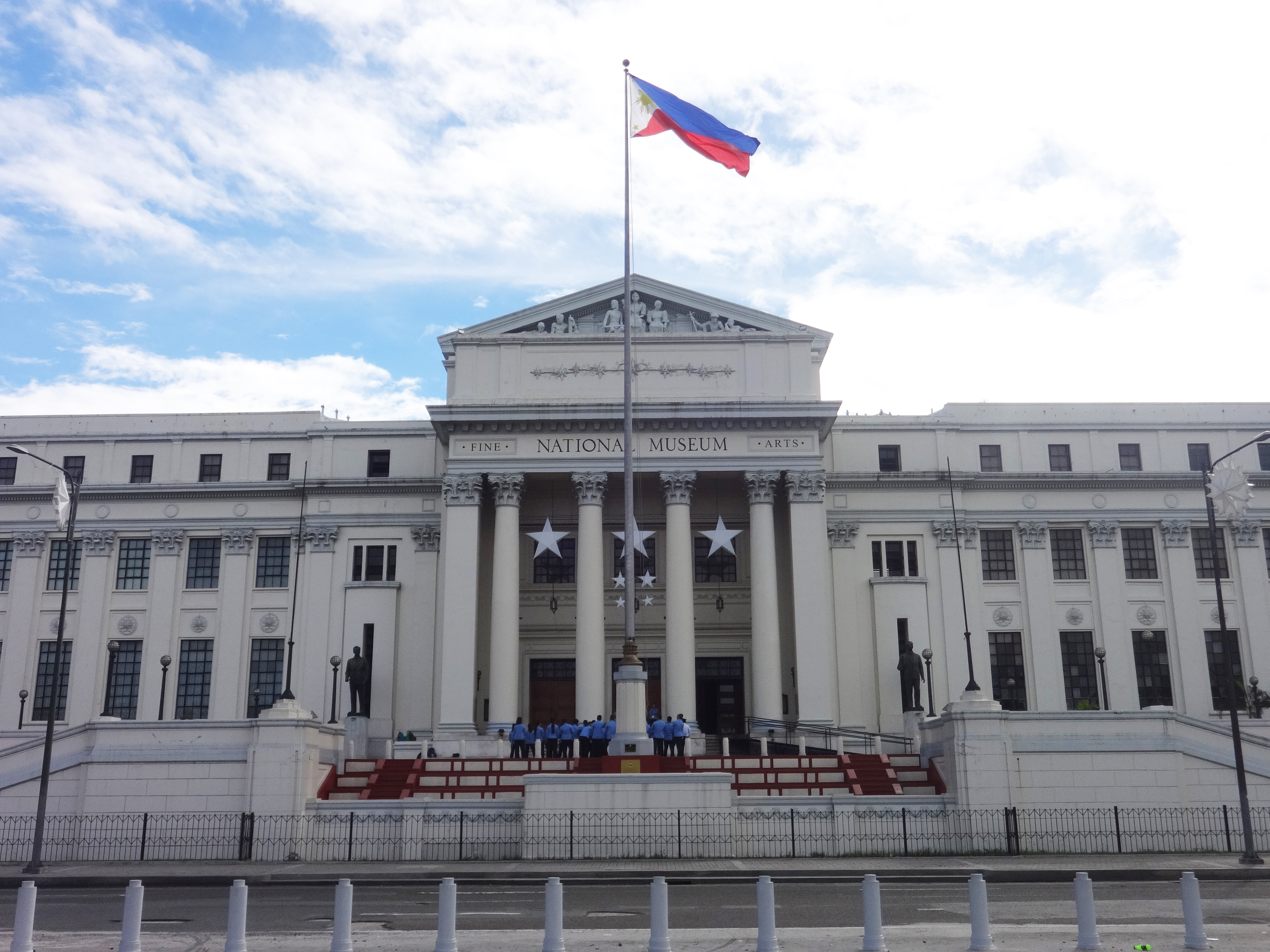
フィリピン国立美術館

国立博物館コンプレックスは、首都にあるフィリピン国立博物館の中心となる博物館で構成される。それはフィリピン国立美術館、フィリピン国立人類学博物館、フィリピン国立自然史博物館である。国立プラネタリウムもコンプレックスの一部である。
| 博物館                     | 博物館 | 開館   |
| -------------------------- | ------ | ------ |
| フィリピン国立美術館       |        | 2000年 |
| フィリピン国立人類学博物館 |        | 1998年 |
| フィリピン国立自然史博物館 |        | 2018年 |

### 博物館分館

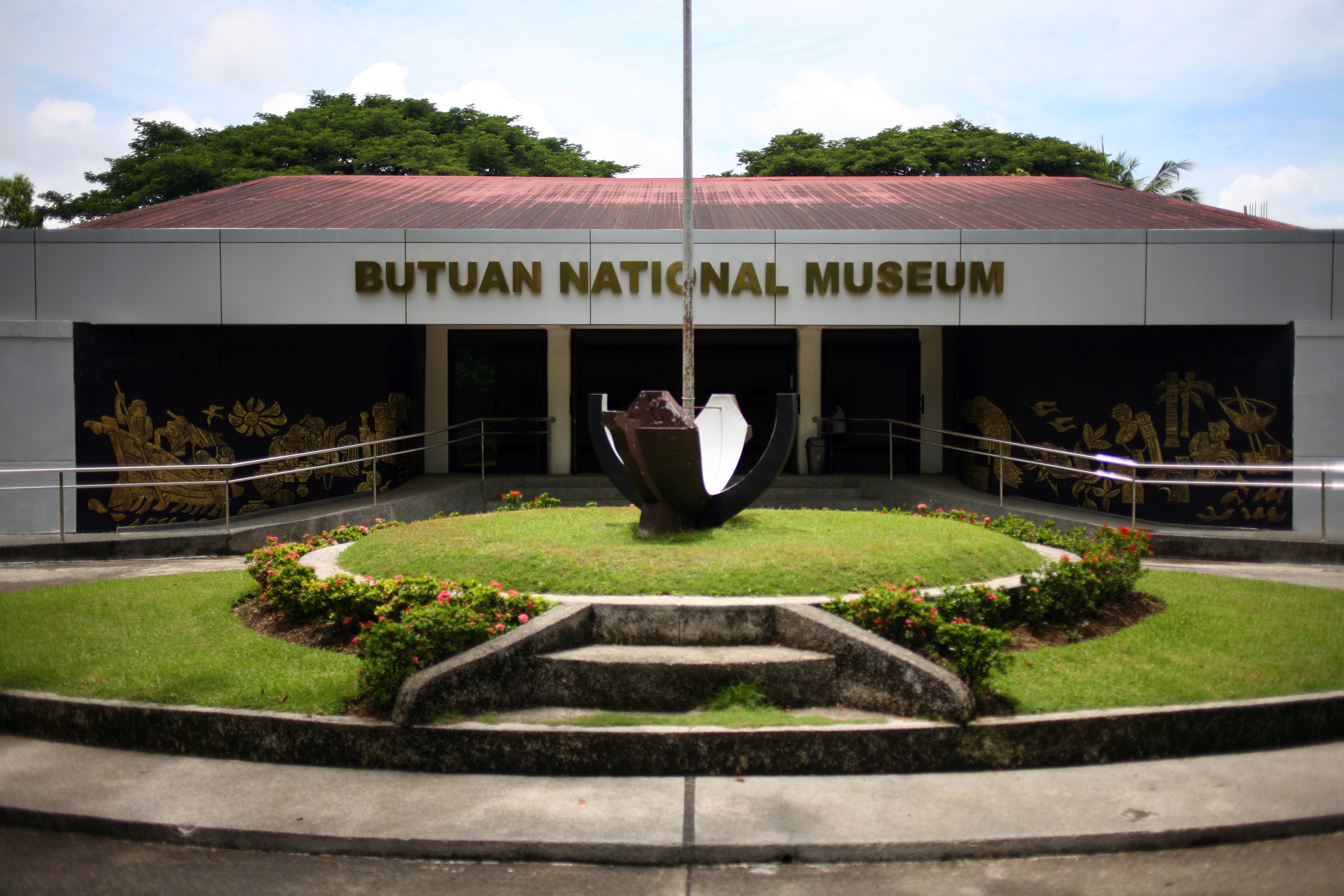
ブトゥアン国立美術館

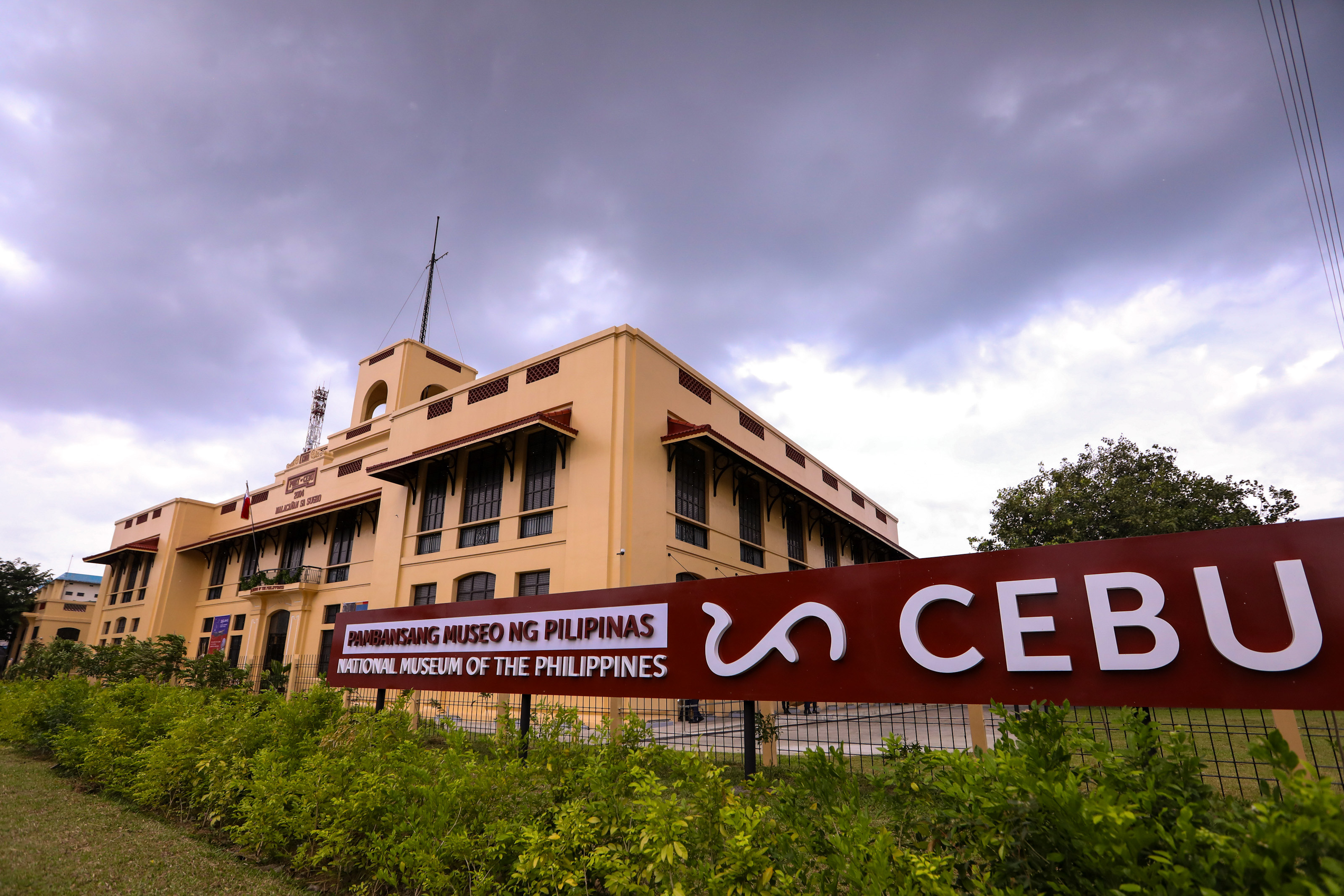
国立中央ビサヤ地方博物館（セブ市）

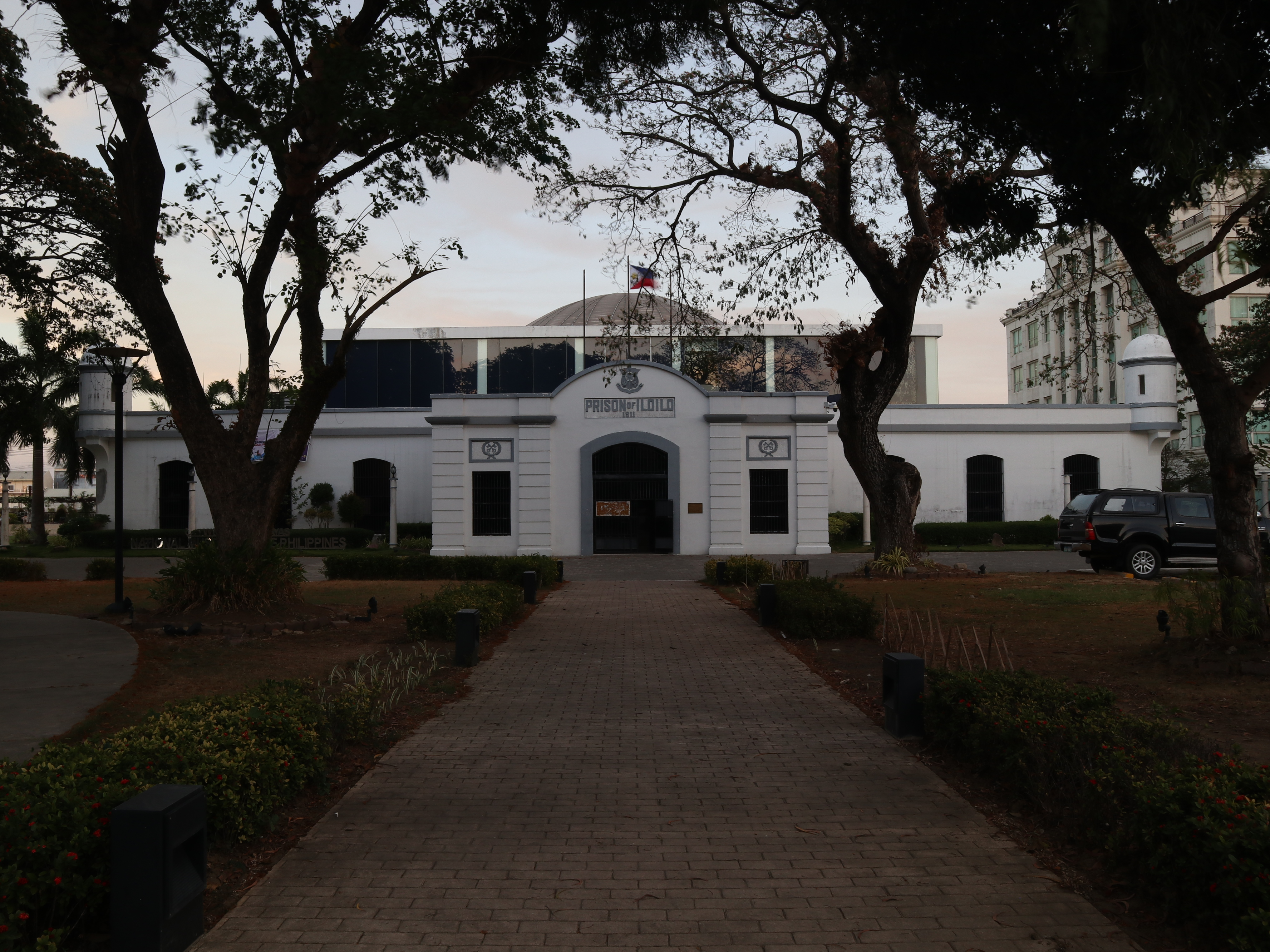
国立中央ビサヤ地方博物館（イロイロ市）

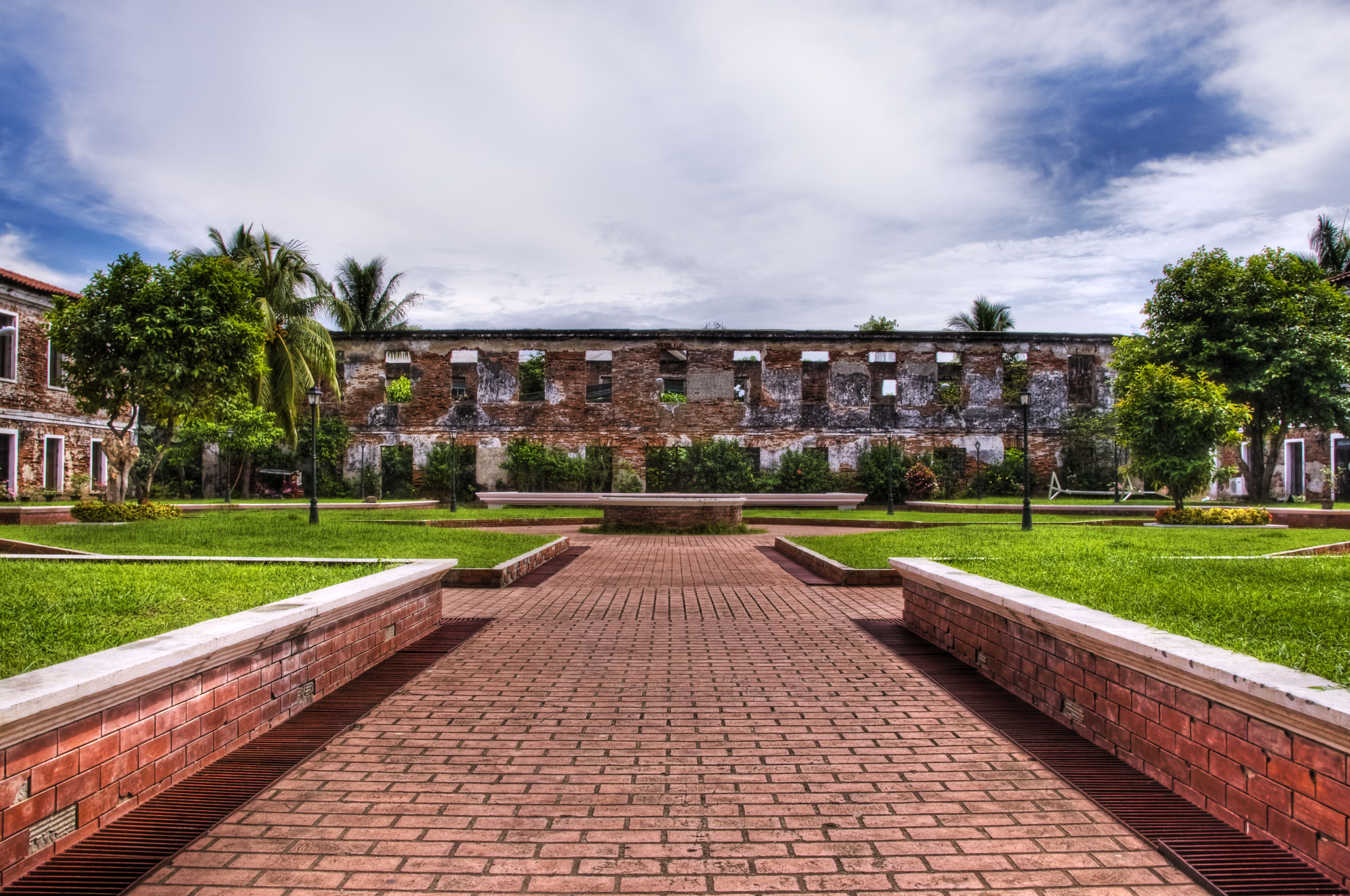
国立サンボアンガ地方博物館

国立博物館には数多くの分館がマニラ首都圏外に開設されている。現在分館が一つもないのは、国内18地方のうち、カガヤン・バレー地方、中部ルソン地方、カラバルソン地方、ミマロパ地方、ビコル地方、東ビサヤ地方、北ミンダナオ地方、ダバオ地方、ソクサージェン地方、そしてバンサモロ自治地域の10地方である。地方博物館の設置は法律で義務付けられている。地方のいくつかには小規模な地域博物館か史跡博物館が開設されているところもある。

#### 地方博物館
| 博物館                                                                                    | 場所                               | 開館   |
| ----------------------------------------------------------------------------------------- | ---------------------------------- | ------ |
| フィリピン国立博物館ブトゥアン分館（国立カラガ地方博物館） (NMP - Butuan)                 | 北アグサン州ブトゥアン市           | 1978年 |
| フィリピン国立博物館セブ分館（国立中央ビサヤ地方博物館） (NMP - Cebu)                     | セブ州セブ市                       | 2023年 |
| フィリピン国立博物館コルディリェラ分館（国立コルディリェラ地方博物館） (NMP - Cordillera) | イフガオ州キアンガン               | 1984年 |
| フィリピン国立博物館ダバオ分館（国立ダバオ地方博物館） (NMP - Davao)                      | ダバオ地方ダバオ市                 | 2024年 |
| フィリピン国立博物館イロコス分館（国立イロコス地方博物館コンプレックス） (NMP - Ilocos)   | 南イロコス州ビガン市とマグシンガル | 2015年 |
| フィリピン国立博物館西ビサヤ分館（国立西ビサヤ地方博物館）） (NMP - Iloilo)               | イロイロ州イロイロ市               | 2019年 |
| フィリピン国立博物館サンボアンガ分館（国立サンボアンガ地方博物館） (NMP - Zamboanga)      | 南サンボアンガ州サンボアンガ市     | 1986年 |

#### 地域博物館
| 博物館                   | 場所                     | 開館   |
| ------------------------ | ------------------------ | ------ |
| NMP - Batanes            | バタネス州オユガン       | 2012年 |
| NMP - Bicol              | アルバイ州ダラガ         | 1992年 |
| NMP - Bohol              | ボホール州タグビララン市 | 2018年 |
| NMP - Cagayan            | カガヤン州ペニャブランカ | 1980年 |
| NMP - Dumaguete          | 東ネグロス州ドゥマゲテ市 | 2022年 |
| NMP - Marinduque-Romblon | マリンドゥケ州ボアク     | 1995年 |
| NMP - Sulu               | スールー州ホロ           | 1982年 |

#### 史跡博物館
| 博物館                                                     | 場所                             | 開館   |
| ---------------------------------------------------------- | -------------------------------- | ------ |
| NMP - Kabayan (NM Kabayan Burial Caves Site Museum)        | ベンゲット州カバヤン             | 1982年 |
| NMP - Rizal (NM Angono-Binangonan Petroglyphs Site Museum) | リサール州アンゴノとビナンゴナン | 1973年 |
| NMP – Tabon Caves Complex                                  | パラワン州ケソン (パラワン)      | 1972年 |

## 旧施設

### 博物館
国立博物館にはパンガジナン州ボリナオに分館があり、州の各地域からの歴史遺産を収集した考古学博物館で、1970年に開館した。

### 国立プラネタリウム

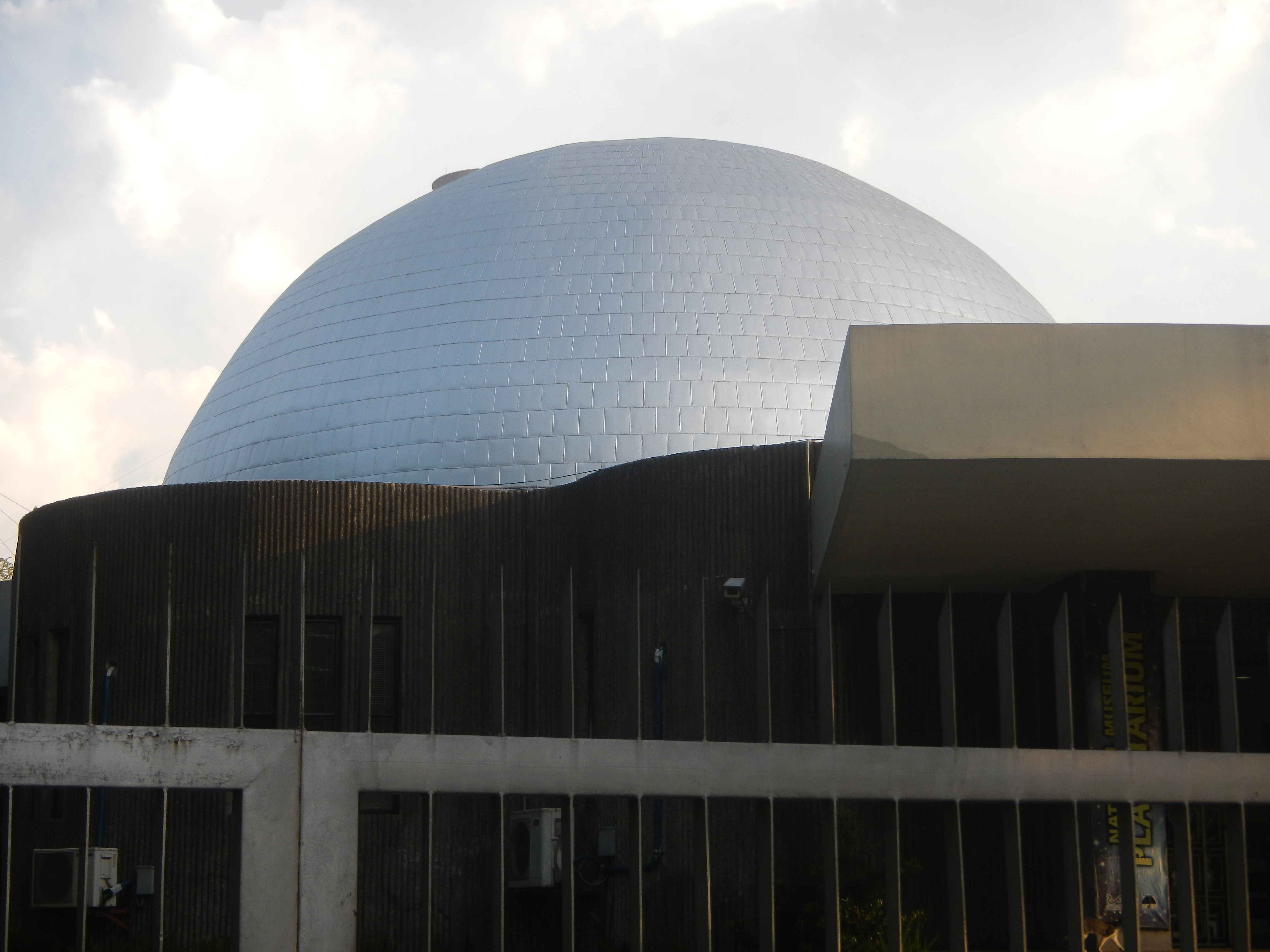
国立プラネタリウム

国立プラネタリウムが最初に計画されたのは1970年代で、国立博物館前館長のゴドフレド・アルカシド・シニアと、フィリピン気象局のマキシモ・P・サクロ・ジュニアおよびフィリピン天文学会創設者の1人の協力によるものだった。
建設は1974年に始まり、9か月後に完成した。公式に開館したのは1975年10月8日で、プラネタリウムの設置を承認する大統領令第804-A号が1975年9月30日に出された。所在地はリサール公園の日本庭園と中国庭園の間であった。プラネタリウムは老朽化のため、国立公園開発委員会により2021年に閉鎖された。

## 将来の施設
2024年、国立博物館は、ネグロス共和国初代そして唯一の大統領であったアニセト・ラクソン将軍の遺族から、西ネグロス州タリサイ (ネグロス)にある将軍の邸宅の寄贈を受けた。博物館とするために建物の改修費用として2000万フィリピン・ペソが計上された。

## セミナーと講演会
国立博物館は毎年、数多くの講演会、ワークショップ、セミナーを開催している。しかしながらこれらのイベントのほとんどは、マニラ首都圏内で行われる。国土の80％以上の地域では、国立博物館管轄下の博物館はまだ無い。その理由の一つは、文化局の不在である。2016年末に、文化芸術局の創設と地方博物館を含む国立博物館を強化する法案が、上院に提出された。両方の法案は2017年初頭に正式に提出されたが、議員の支持が得られなかったので立法に至っていない。

## 返還請求
2023年、ワシントンD.C.のスミソニアン博物館は、国立博物館およびフィリピン大使館との協議を経てフィリピン人の遺骨64点の国立博物館への返還に同意したが、これはアメリカによる占領期に、白人至上主義に関する人種差別的信念を含む人類学的調査のために同意を得ずに収蔵したものだった。
2024年2月、博物館は、セブのボルホルン教会の説教壇に飾られていた様々な聖人を描いた19世紀初頭の4枚のパネルを、フィリピン・ユニオン銀行CEOのエドウィン・バウティスタから寄贈された。寄贈のニュースを受け、セブ大司教区や州政府、住民から、このパネルは1980年代に盗難あるいは教区司祭の違法な売買により失われたものだとして、パネルの返還を求める声が上がった。それに対し博物館は、パネルはセブ島とも共有する用意があると表明し、寄贈者はパネルを正当な手段で入手していることと、「倫理的収集への取り組みを強調する」というコメントを付け加えた 。ニュースサイトのラップラーが入手したパネルの寄贈証書の写しには、パネルはボルホルン教会から来たものであるけれども、博物館に永久に保管され展示されるべきだと書かれている。 
4月1日、セブ州議会は、パネルを保管した国立博物館その他に対する告発の動議を可決した 。5月8日、博物館理事会はパネルのボルホルン教会への返還に賛成すると裁定し、2025年3月14日に最終決定した。